# Sergio Garabato
Sergio Garabato (Mislata, Valencia, España, 16 de mayo de 1989) es un futbolista español que juega como Guardameta.

## Clubes
| Club                    | País        | Año       |
| ----------------------- | ----------- | --------- |
| España                  | 2008-2009   |           |
| U. D. Puzol             | Valencia cf | 2009-2010 |
| Levante U. D. "B"       | España      | 2010-2011 |
| Levante U. D.           | España      | 2011-2013 |
| Club Deportivo Guijuelo | España      | 2014-2015 |
| Zamora Club de Fútbol   | España      | 2015-¿?   |

- Datos: Q6125449